# ادوارد فلمینگ
ادوارد فلمینگ (دانمارکی: Edward Fleming؛ ‏ ۲۵ ژوئیه ۱۹۲۴–۱۲ ژوئن ۱۹۹۲) بازیگر و کارگردان فیلم اهل دانمارک بود.
از فیلم‌هایی که وی در آن‌ها نقش داشته‌است، می‌توان به تصویر رهایی و السن خلافکار رفته‌است اشاره نمود.